# GR-30 (Spanje)

De GR-30

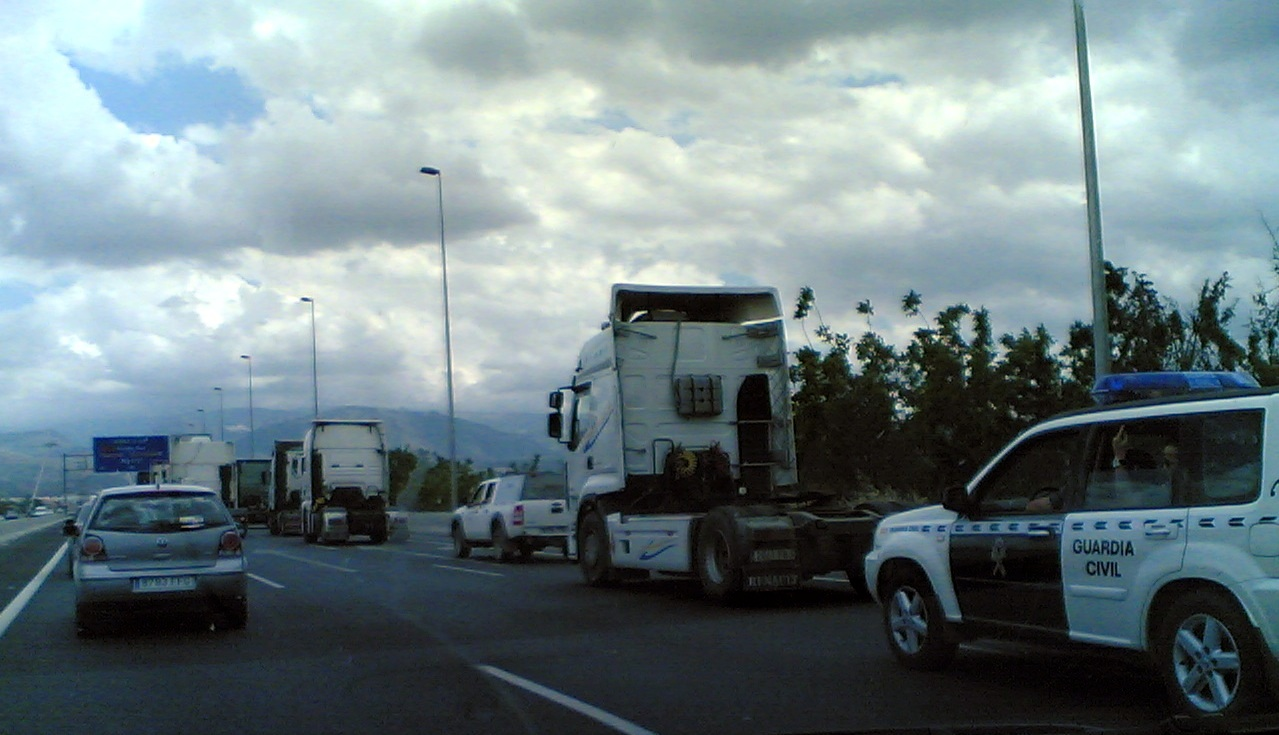
De GR-30

De GR-30

De GR-30 of Circunvalación de Granada of Variante Interior de Granada is een autovía in Andalusië. De snelweg van 30 kilometer vormt een ringweg in Granada en verbindt beide delen van de A-44.